# Ngựa Cabardin
Ngựa Kabardin hay còn gọi là Ngựa Cacbacđin là giống ngựa có nguồn gốc từ nước Nga và phát triển từ thời Xô Viết, được nuôi phổ biến ở vùng cao nguyên Capcadơ và Zacapcadơ Hermes Replica Handbags (Liên Xô cũ) và chúng cũng thích ứng với điều kiện sống, làm việc ở miền núi Việt Nam. Phương thức nuôi chủ yếu là chăn thả trên đồng cỏ. Chúng có lịch sử 400 năm. Đây là giống ngựa chuyên dùng làm ngựa chiến, phục vụ cho các hoạt động tuần tra biên phòng, ngựa đua và dùng để thồ kéo. Giống ngựa này cũng đã được nhập về Việt Nam để cải tạo tầm vóc cho giống ngựa nội bản địa của Việt Nam.
Cabadin là giống ngựa chuyên dụng, dùng làm ngựa chiến, ngựa đua và dùng để thồ kéo, Nòi ngựa này thích hợp với điều kiện thiền tiết lạnh ở Liên Xô (cũ) và các nước Bắc Âu. Từ nòi ngựa Cabardin, người ta đã tạo ra những nòi ngựa chuyên dùng như Ngựa Buclionnui, có dáng thanh được dùng chuyên cho Bộ đội biên phòng, sử dụng thích hợp ở các vùng rừng núi. Ngựa Vladimia thô hơn, bốn chân vững chãi chuyên để kéo hàng, có thể chở được 2 tấn hàng Hiện nay, giống ngựa lai ở Việt Nam Chủ yếu là con lai ngựa Cabacđin x ngựa Việt Nam.

## Đặc điểm

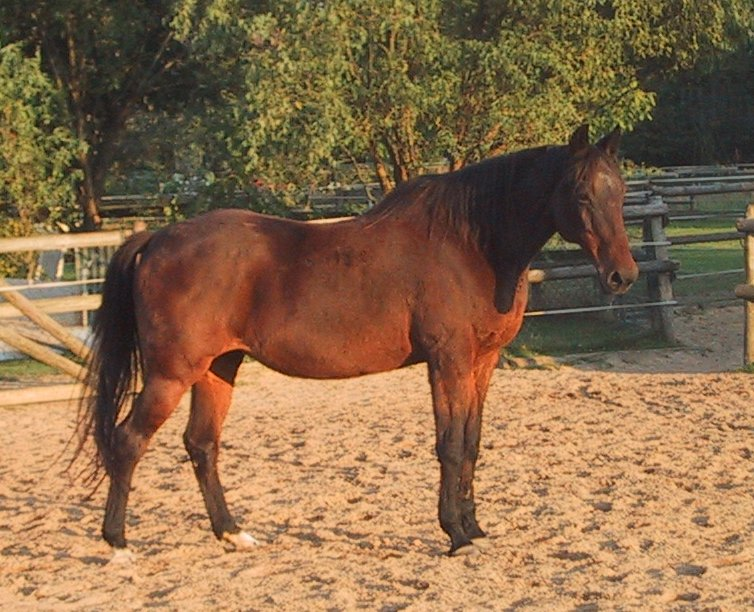
Một con ngựa Cabadin lai giống với ngựa Anh

Cabardin là nòi ngựa có tầm vóc trung bình, dáng cao 1,4-1,5m, nặng 350–400 kg. Có những con có thể đạt chiều cao vai tới 1,6 m (nếu tính từ trán xuống phải 2,4 m), thân dài 1,7m, ước lượng 500 kg. Tầm vóc chúng thuộc loại trung bình, mình dài, ngực nở và sâu. Đầu to, thô, cổ ngắn, lưng dài, rộng thẳng. Lông màu cánh gián hoặc đen tuyền. Ngựa thuộc loại hình kiêm dụng cưỡi, thồ. Kích thước chính của chúng là có chiều cao vây 152 cm với đực, 149 cm với con cái. Vòng ngực 175 cm với con đực, 178 cm với con cái, vòng ống 19,3 cm với con đực, 18,4 cm với con cái.
Nòi ngựa này chịu lạnh rất giỏi, chúng thích hợp với điều kiện thời tiết khắc nghiệt như ở nước Nga và các nước Bắc Âu là những nơi có mùa đông kéo dài. Ngựa Cabacđin có khả năng chạy đường núi hiểm trở, khó khăn. Nổi tiếng nhất là các cuộc đua chạy quanh núi Capcadơ có vượt qua đèo trên hành trình 3000 km ngựa chạy hết 47 ngày đêm, trung bình đạt 64 km/ngày. Trường hợp cá biệt ngựa có thể chạy 120–130 km/ngày. Ngựa Cabacđin có khả năng chạy đường núi hiểm trở, khó khăn. Trong cuộc đua quanh núi Capcadơ, ngựa Cabacđin chạy vượt đèo quanh núi hành trình 300 km trong 47 ngày, trung bình một ngày chạy 64 km..

## Ngựa lai

### Lịch sử
Giống ngựa ở nước ngoài rất cao to và đẹp mã, sức khỏe khác thường, tiêu biểu như loài ngựa Kabadin. Nhưng nếu nhập hẳn giống ngựa ngoại Kabadin về thì khó do giống ngựa có trọng lượng lớn, chăn nuôi tốn kém, cần nhiều thức ăn. Dù chân to, trọng lượng khá lớn, sức thồ-kéo-cưỡi và leo núi đều tốt nhưng kháng thể lại không hợp với khí hậu nên cũng không chịu đựng được. Trung tâm Bá Vân đã lai tạo và nhân giống để cho ra một giống ngựa lai có tên ngựa lai Kabadin nhằm chuyển giao cho bà con ở vùng miền núi. Ngựa lai thì chủ yếu dùng ngựa giống Cabadin của Liên Xô là một giống ngựa kiêm dụng cưỡi thồ tạp giao với ngựa Việt Nam nhằm nâng cao tầm vóc, thể trọng và sức làm việc của ngựa Việt Nam.
Ở Việt Nam thì đây là giống ngựa được lai tạo từ năm 1964. Công trình lai tạo giống ngựa ở Việt Nam bắt đầu triển khai từ năm 1964 và giống ngựa Cabacđin nguồn gốc từ Liên Xô cũ được nuôi tại trại Bá Vân (Thái Nguyên) từ năm 1964, lúc đó, Chính phủ Việt Nam cho phép nhập tám con ngựa Kabadin của Liên Xô (cũ) về nuôi, lai tạo và nhân giống. Sau đó, tiếp tục nhập ngựa Kabadin từ Hắc Long Giang (Trung Quốc) về thử nghiệm. Nhiều năm qua, Chính phủ Việt Nam đã cho nhập Cabardin từ Liên Xô và Trung Quốc về nuôi thích nghi. Sau khi lại tạo thì ngựa lai Kabadin có kích thước cũng như sức kéo, chịu đựng tốt hơn ngựa Việt Nam thuần chủng. Loại ngựa này thường được sử dụng để kéo xe, thồ hàng Chỉ tính những năm gần đây đã có trên 20.000 con ngựa lai từ trung tâm được chuyển giao cho nông dân các tỉnh Cao Bằng, Bắc Kạn, Thái Nguyên, Tuyên Quang, Lào Cai, Yên Bái. Trại ngựa Bá Vân ở Phổ Yên đang nuôi ngựa Cabadin thuần chủng để tạo ra nhiều ngựa lai có chất lượng ổn định đồng thời giúp các trạm truyền giống tiếp tục lai tạo nâng cao chất lượng ngựa địa phương.

### Ưu điểm

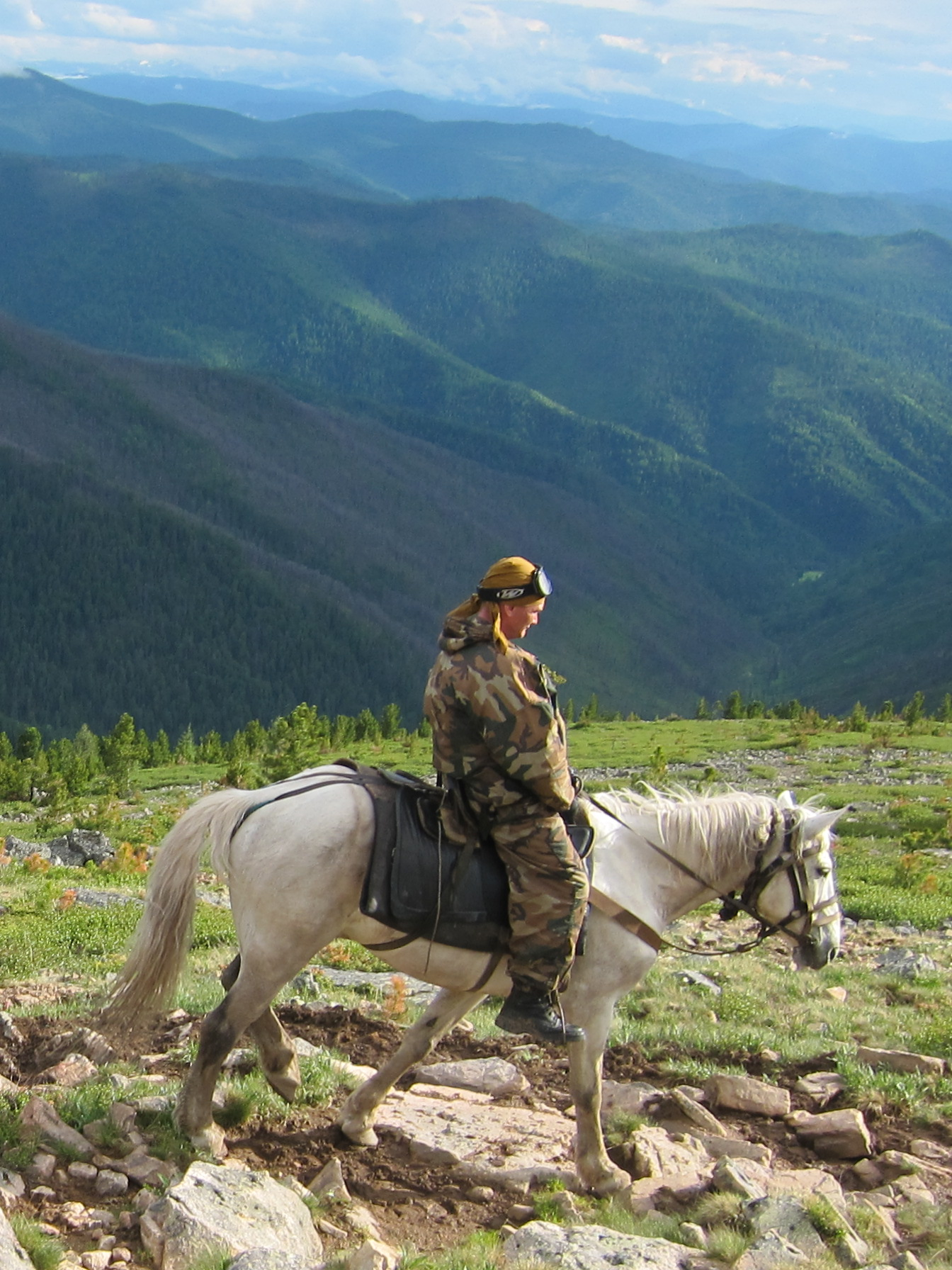
Một con ngựa tuần tra biên phòng ở Nga

Kết quả tạo được dòng ngựa lai 25% máu Cabardin và 75% máu ngựa bản địa, thích nghi nhất trong việc thồ hàng. Tất cả công thức lai tạo 25%-50%-75% máu ngựa Kabadin đều cho kết quả rất tốt. Giống ngựa 25% máu Kabadin là công thức phù hợp nhất cho miền núi, còn ngựa 50% và 70% máu Kabadin lại thích hợp cho các khu du lịch, đoàn xiếc, trang trại lớn để khai thác theo hướng cưỡi, kéo xe du lịch. Giống ngựa lai Cabacđin x Việt Nam hiện nay được nhiều người chăn nuôi có điều kiện nuôi dưỡng từ trung bình đến khá và tốt lựa chọn để tăng thu nhập.
Giống ngựa này thích nghi tốt, sinh sản bình thường ở Việt Nam, tuy nhiên do nhu cầu Dinh dưỡng cao hơn Ngựa nội, người chăn nuôi khó đáp ứng được nhu cầu chăm sóc, nuôi dưỡng đại trà, chỉ thích hợp với nuôi ngựa đua thể thao. Ngựa Cabardin to khỏe, nhưng ngựa bản địa lại khéo léo hơn, do đó gựa lai phù hợp để kéo xe vận chuyển hàng hóa. Miền núi cần ngựa để đi lại hoặc thồ nông sản thu hoạch từ nương về nhà, ngựa này rất phù hợp do nhiều nơi địa hình rất hiểm trở, không thể làm đường cho cho xe máy. Đến nay đã có 20.000 con ngựa lai 25% máu Cabardin đang được người dân các tỉnh miền núi nuôi.
Ngựa lai có thể trọng cao hơn và nhiều ưu điểm hơn ngựa Việt Nam. Ngựa lai có chiều cao trung bình 122–125 cm. Ngựa lai mang 25% máu ngựa Cabacđin có nhiều ưu điểm nổi trội hơn so với giống ngựa nội như: Tầm vóc lớn hơn, trọng lượng bình quân 200–220 kg/con. Dòng ngựa lai cao 123–128 cm, thân dài 123–125 cm, nặng 238–246 kg, sức kéo hàng 900-1.000 kg, thồ hàng 70–80 kg, thích ứng rất tốt với điều kiện nuôi dưỡng và sinh thái. Ngựa đực lai 50% máu Cabadin có một số đặc điểm sinh học trong 1 lần xuất tinh: V(ml): 60-80; A(%) > 65%; C (triệu/ml): 60-70; pH: 6,1–6,2. Ngoại hình đẹp hơn, chiều dài thân dài hơn rõ rệt chiều rộng, lưng hơi phẳng, bụng mông, vai thuôn và gọn hơn. Màu sắc lông cũng đa dạng hơn. Sức làm việc cao hơn. Khả năng thích nghi dễ dàng với điều kiện khí hậu và điều kiện chăm sóc tại Việt Nam như ngựa nội và hơn hẳn ngựa nhập nội.

### Tình hình

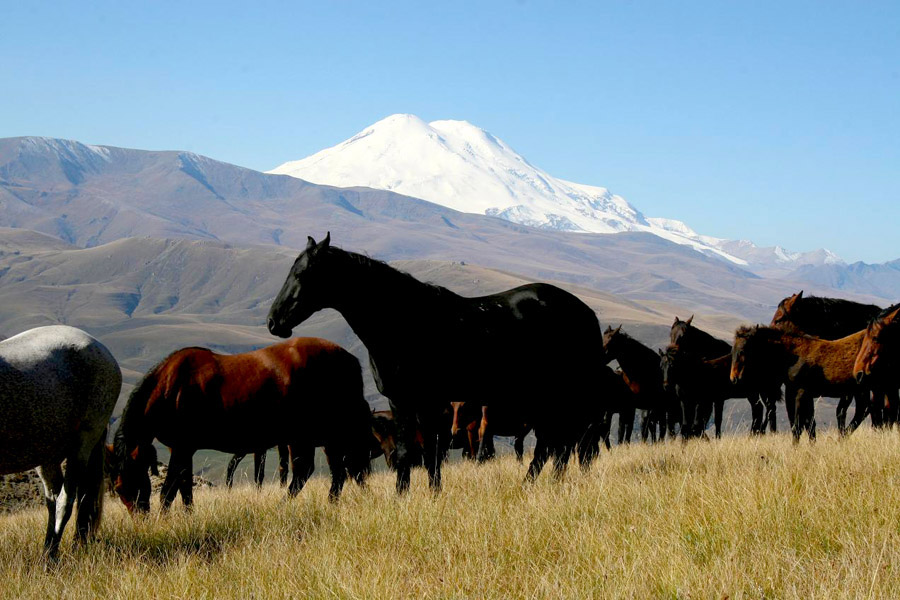
Những con ngựa giống Cabadin

Giống ngựa Kabadin của trung tâm Bá Vân được nhập về chủ yếu từ Trung Quốc và Liên Xô (cũ). Lúc nào cũng phải duy trì tổng đàn khoảng 200 con, cứ sau 4-5 năm lại phải đổi một lứa ngựa Kabadin mới vì chúng sẽ già và bị đồng huyết. Cơ chế lai theo công thức con ngựa đực Kabadin sẽ lai với con cái nội (ngựa cỏ) cho ra thế hệ F1. Sau đó, lai tiếp con ngựa đực F1 với con cái nội để ra F2 bằng cách cho con F1 vào đàn ngựa của bà con ở khắp các địa phương từ trong Nam ra ngoài Bắc. Người dân rất thích nuôi con F2 hoặc F1 vì nó vừa tầm mắt, sức kéo tốt, cưỡi cũng được. Nếu như con F1 và F2 nặng khoảng 220–280 kg (F2 nhỏ hơn F1) thì con ngựa thuần Kabadin lại nặng tới 4-5 tạ/con, còn ngựa cỏ nội chỉ nặng có 180–230 kg/con.
Huyện Quản Bạ thực hiện dự án cải tạo, phát triển đàn ngựa tại xã Quản Bạ. Nhờ lai giống ngựa đực Cabadin mà ngựa con mới 1 tháng tuổi có vóc dáng, thể trạng to gấp 2 lần so với giống địa phương. Trạm khuyến nông huyện Quản Bạ đã cải tạo chất lượng đàn ngựa bằng việc cấp 1 ngựa đực giống lai Cabadin để lai với ngựa địa phương, để đảm bảo cho con giống được phát triển tốt nhất. Bằng phương pháp thụ tinh trực tiếp, đã có 19 con ngựa cái mang thai, phát triển tốt, trong đó chín con ngựa lai đã ra đời. Ngựa lai có nhiều ưu điểm như ngoại hình cân đối, màu sắc đẹp, tầm vóc cao, thể trọng lớn hơn ngựa địa phương, sức sản xuất bền bỉ, khả năng chống bệnh tốt và dễ nuôi dưỡng.
Để tạo ra những con ngựa giống mới có tầm vóc lớn và chất lượng thịt thơm ngon, Đề án đã chọn một ngựa đực giống lai Kabadin (giống ngựa có nguồn gốc từ Nga) tại Trung tâm Nghiên cứu và Phát triển chăn nuôi miền núi, có đủ tiêu chuẩn để làm giống và chọn năm con ngựa cái địa phương có độ tuổi từ 24 - 70 tháng tuổi. Trong thời gian thực hiện Đề án, từ đầu năm 2013 đến tháng 9 năm 2015 đã có năm con ngựa lai được sinh ra, gồm 3 ngựa đực và 2 ngựa cái. Bên cạnh đó, các con ngựa lai khi mới sinh ra có thể trạng to lớn và trọng lượng cao hơn so với ngựa con mới sinh của các giống ngựa địa phương từ 4 – 5 kg/con. Từ thành công bước đầu, Đề án sẽ tiếp tục triển khai để các con ngựa đực lai ghép đôi giao phối với đàn ngựa cái địa phương; bên cạnh đó, Đề án sẽ tiến tới khai thác nguồn tinh, bảo quản tinh đông lạnh của giống ngựa đực Kabadin và triển khai thụ tinh nhân tạo cho các đàn ngựa cái trên địa bàn của huyện.
Chuyện này mở triển vọng áp dụng rộng rãi cải tạo đàn ngựa địa phương trên địa bàn toàn tỉnh. Nhiều người dân xã Quản Bạ cho biết, nuôi ngựa nhàn hơn các loại gia súc khác. Xã Thanh Vân cũng đã mượn ngựa đực giống của xã Quản Bạ về phối giống trực tiếp cho 34 con ngựa cái và hiện nay đã thụ thai. Một số ít ngựa con đã ra đời có vóc dáng to khỏe và nhanh nhẹn hơn so với giống ngựa địa phương từ chủ trương cải tạo, phát triển đàn ngựa của địa phương và cần sự đầu tư thêm về ngựa đực giống, mỗi xã từ 1 đến hai con ngựa đực, có như thế mới đảm bảo chất lượng cho những chú ngựa con ra đời khỏe mạnh và đảm bảo tính lâu dài không bị thoái hóa. Toàn huyện có từng có 632 con ngựa.